# Cristina (prenume)
Cristina este un prenume feminin de origine latină care provine de la Christ (Cristos). A fost foarte popular în cursul anilor 1960.

## Variante
- Cehă: Kristýna
- Engleză: Christine
- Finlandeză: Kristina
- Franceză: Christine
- Germană: Christine
- Italiană: Cristina
- Maghiară: Krisztina
- Norvegiană: Kristine, Kristin
- Poloneză: Krystyna
- Rusă: Кристина (transl. Kristina)
- Slovacă: Kristína
- Spaniolă: Cristina
- Suedeză: Kristina

## Personalități
Printre personalitățile care poartă acest prenume se numără:
- Christina Aguilera
- Cristina Bontaș
- Cristina Deleanu
- Cristina Felea
- Cristina García-Orcoyen Tormo
- Cristina Grigoraș
- Cristina Gutiérrez-Cortines
- Cristina Ioan
- Cristina Modreanu
- Cristina Neagu
- Cristina Vărzaru